# Martin Pérez
Martin Pérez (3 november 1987) is een Nederlands voetbalscheidsrechter. Hij is in dienst van de KNVB en leidt  wedstrijden in de Eerste divisie en Eredivisie. Daarnaast wordt hij ingezet als VAR en 4e official.
Op vrijdag 13 september 2013 leidde Pérez zijn eerste professionele wedstrijd op het tweede niveau. De wedstrijd tussen FC Volendam en SBV Excelsior eindigde in een 2–2-gelijkspel. Pérez deelde twee gele kaarten uit. Het seizoen 2013/14 sloot hij af met de volgende getallen: hij was scheidsrechter in dertien competitiewedstrijden en gaf daarin drieëndertig maal een gele kaart. Dat komt neer op een gemiddelde van 2,5 gele kaarten per wedstrijd.
Op zaterdag 28 oktober 2017 maakte Pérez zijn debuut als scheidsrechter in de Eredivisie. Hij floot het duel tussen Heracles Almelo en VVV-Venlo in de tiende speelronde van het seizoen 2017/18. Deze wedstrijd eindigde in 3–0 in het voordeel van de thuisploeg.
Naast scheidsrechter in het betaald voetbal is Martin Pérez werkzaam als International Sales Manager. 